# ادیس (لوئیزیانا)
ادیس (به انگلیسی: Addis) شهری در ایالت لوئیزیانا کشور ایالات متحده آمریکا است که جمعیت آن در سرشماری سال ۲۰۱۰ میلادی، ۳٬۵۹۳ نفر بوده‌است.